# سازمان جهانی بوکس
سازمان جهانی بوکس (به انگلیسی: World Boxing Organization) (به اختصار: WBO) یک سازمان تعیین کننده است که قهرمانان حرفه‌ای بوکس را به رسمیت می‌شناسد. این سازمان با تالار افتخار جهانی بوکس به عنوان یکی از چهار سازمان اصلی و بزرگ بوکس جهان در کنار انجمن جهانی بوکس، شورای جهانی بوکس و فدراسیون جهانی بوکس شناخته شده است. مرکز این سازمان در سان خوآن، پورتوریکو قرار دارد.

## تاریخچه
سازمان جهانی بوکس پس از آن که گروهی از بازرگانان پورتوریکو و جمهوری دومینیکن از کنوانسیون سالانه ۱۹۸۸ انجمن جهانی بوکس در جزیره مارگاریتا، ونزوئلا درباره اعمال قوانین خارج شدند آغاز شد. نخستین رئیس این سازمان رامون پینا آستوودو از جمهوری دومینیکن بود. پس از آغاز کار سازمان جهانی بوکس این سازمان در سراسر دنیا مسابقات قهرمانی جهان را در اختیار داشت. نخستین مبارزه قهرمانی برای عنوان میان وزن بین توماس هارنز و جیمز کینچن بود که هارنز برنده شد. به منظور به دست آوردن احترام، سازمان جهانی بوکس بعد خوزه تورس از پورتوریکو که قهرمان سابق سبک وزن سنگین وزن بود را به عنوان رئیس خود انتخاب کرد. تورس تا سال ۱۹۹۶ باقی ماند و با فرانسیسکو وارکارسل وکیل پورتوریکو به عنوان رئیس جایگزین شد. وارکارسل این موقعیت را از آن زمان گرفته است.

## سازمان‌های وابسته به سازمان جهانی بوکس
- سازمان بوکس آمریکای شمالی
- سازمان بوکس لاتین
- سازمان بوکس آسیا اقیانوسیه
- انجمن بوکس حرفه‌ای هند